# Creu de la bassa de l'Hostal

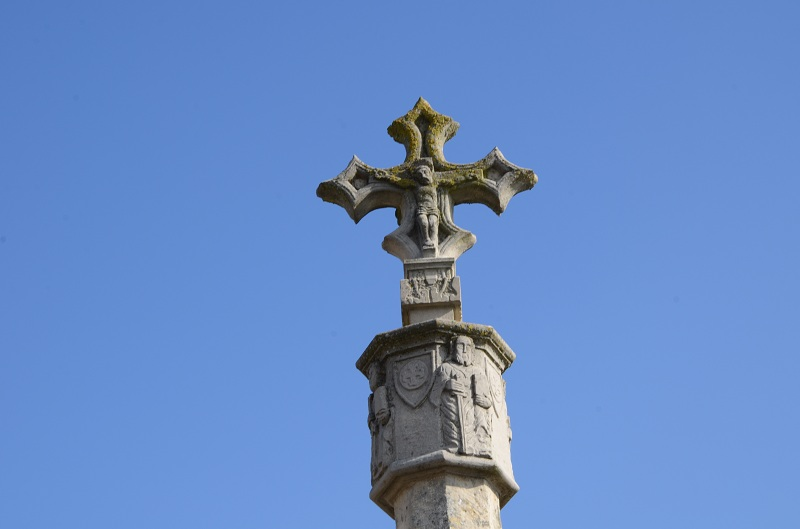
Detall de la creu

La creu de la bassa de l'Hostal, o creu de terme del Pla de la Bassa, és una creu de terme de Forès (Conca de Barberà). on hi trobem representats els quatre apòstols i un escut circular amb la creu templera. Per sobre hi trobem la creu, amb una base decorada amb motius florals i, a cara i cara, Jesucrist i la Mare de Déu amb el nen; mentre que el peu és de fust octogonal. El capitell és de planta octogonal. La creu es pot observar als afores del poble, sortint en direcció a Passanant, al costat de la bassa que hi ha a l'oest del municipi.